# Corinna Schaefer
Corinna Schaefer ist eine deutsche Gesundheitswissenschaftlerin. Sie ist Leiterin des Ressorts Versorgung und Leitlinien des Instituts für Qualität und Wirtschaftlichkeit im Gesundheitswesen (IQWiG).

## Werdegang
Corinna Schaefer studierte Romanistik, Musik- und Theaterwissenschaft in Köln, Wien und Berlin (Abschluss: Master of Arts). Von 1987 bis 2000 war sie als Dramaturgin, Regisseurin und Übersetzerin in Berlin, Wien und Paris tätig.
Nach der Familienpause von 2001 bis 2005 war sie von 2006 bis 2024 wissenschaftliche Mitarbeiterin am Ärztlichen Zentrum für Qualität in der Medizin. Ab 2010 leitet sie die Abteilung Patienteninformation mit dem Patienteninformationsdienst von Bundesärztekammer und Kassenärztlicher Bundesvereinigung (patienten-information.de). 2015 wurde ihr zusätzlich die Verantwortung für die Abteilung Evidenzbasierte Medizin / Leitlinien des ÄZQ und damit für die Koordination des Programms für Nationale Versorgungsleitlinien übertragen. In diesem Zusammenhang war sie maßgeblich beteiligt an der Entwicklung der Patientenleitlinien des ÄZQ. 2021 bis 2023 war Corinna Schaefer als Beraterin des Wissenschaftlichen Beirats der Bundesärztekammer an der Entwicklung der Empfehlungen für einen Indikationskatalog für den Notarzteinsatz beteiligt.
Von 2010 bis 2020 war Corinna Schaefer Vorsitzende der Patient and Public Involvement Working Group des Guidelines International Network. Sie gehörte 2019 zu den Gründungsmitgliedern des Deutschen Netzwerks Gesundheitskompetenz und war von 2019 bis November 2024 erste Vorsitzende des Vereins.
Corinna Schaefer ist seit 1. Oktober 2024 Leiterin des Ressorts Versorgung und Leitlinien des Instituts für Qualität und Wirtschaftlichkeit im Gesundheitswesen (IQWiG).

## Arbeits- und Forschungsschwerpunkte
- Evidenzbasierte Medizin und Gesundheitsversorgung[8]
- Patientenperspektive im Gesundheitswesen[9]
- Empowerment und Gesundheitskompetenz
- Evidenzbasierte Patienteninformationen[10][11]
- Partizipative Entscheidungsfindung[12]

## Veröffentlichungen (Auswahl)
- Corinna Schaefer Günter Ollenschläger: Deutsches Netzwerk Gesundheitskompetenz DNGK. Ein Forum für Forscher und die Öffentlichkeit. DNGK-Forum QUALITAS 19 (1), 2019: 42
- Corinna Schaefer, Richard Zowalla, Martin Wiesner, Svenja Siegert, Lydia Bothe, Markus Follmann Patientenleitlinien in der Onkologie: Zielsetzung, Vorgehen und erste Erfahrungen mit dem Format. In: ZEFQ, 109 (6), 2015, S. 445–451; doi:10.1016/j.zefq.2015.09.013
- Corinna Schaefer, Sabine Schwarz: Wer findet die besten Ärzte Deutschlands? Arztbewertungsportale im Internet. In: ZEFQ, 104 (7), 2010, S. 572–577; doi:10.1016/j.zefq.2010.09.002